# Межвін (Нижньосілезьке воєводство)
Межвін (пол. Mierzwin, нім. Possen) — село в Польщі, у гміні Болеславець Болеславецького повіту Нижньосілезького воєводства.
Населення — 265 осіб (2011).
У 1975-1998 роках село належало до Єленьоґурського воєводства.

## Демографія
Демографічна структура станом на 31 березня 2011 року:
|          | Загалом | Допрацездатний вік | Працездатний вік | Постпрацездатний вік |
| -------- | ------- | ------------------ | ---------------- | -------------------- |
| Чоловіки | 129     | 25                 | 98               | 6                    |
| Жінки    | 136     | 34                 | 83               | 19                   |
| Разом    | 265     | 59                 | 181              | 25                   |